# Bouře (Novák)
Bouře (Novák) je kantáta českého skladatele Vítězslava Nováka (1870 – 1949),  mořská fantazie pro sóla, sbor a orchestr op.42, na text básně Svatopluka Čecha. Poprvé byla uvedena v Brně 17.4.1910.

## Vznik
Skladbu zkomponoval Novák na objednávku Filharmonického spolku Beseda brněnská k 50. výročí jeho existence. Skiza díla vznikala od jara 1908 do 14. června 1909. Byla inspirována Novákovým osobním zážitkem z rozbouřeného Severního moře při plavbě k Severnímu mysu, kdy jej postihla mořská nemoc a také dalšími dojmy z přístavního města Bergenu, z měst Oslo, Göteborg a z poloostrova Kullen při jeho prázdninové cestě po Německu, Norsku a Švédsku v létě roku 1908.

## Inscenační historie
Premiéra se uskutečnila 17. dubna 1910 v brněnském Besedním domě v podání dirigenta Rudolfa Reissiga a České filharmonie, Besedního sboru, posíleného o žákovský sbor 1. českého gymnázia v Brně a sólistů Marie Musilové (soprán), Jaroslava Hendrycha (tenor), Ladislava Němečka (baryton), Josefa Kolbingera a Václava Hrabáka (basy). Zájem byl obrovský a to nejen v Brně. Dokonce byl vypraven zvláštní vlak, který přivezl zájemce o nové dílo z Prahy. Dokladem úspěchu je také uzavření smlouvy mezi Novákem a vídeňským nakladatelstvím Universal Edition o spolupráci v následujících deseti letech.
Další provedení: Pardubice a Chrudim v lednu 1911, Praha - Smetanova síň Obecního domu 25. 2. 1912. V Národním divadle v Praze až 26. května 1941 zásluhou dirigenta Václava Talicha jako součást Pražského hudebního máje. Dalších nastudování se ujal dirigent Jaroslav Krombholc (1946, 1949), který stál také v čele první nahrávky skladby (1956). Národní divadlo v Praze pak skladbu znovu uvedlo 11.11.2023, dirigoval Robert Jindra.